# Eristalinus taeniaticeps
Eristalinus taeniaticeps är en tvåvingeart som först beskrevs av Becker 1922.  Eristalinus taeniaticeps ingår i släktet slamflugor, och familjen blomflugor.
Artens utbredningsområde är Sudan. Inga underarter finns listade i Catalogue of Life.